# Батьківщина або смерть (фільм, 2007)
«Батьківщина або смерть» (рос. «Родина или смерть») — білоруський художній фільм 2007 року режисерів Алли Кринициної і Федора Попова.

## Сюжет
Восени 1942 року в прифронтовому районі відбувається велика залізнична диверсія: підрив радянського військового ешелону, що везе на фронт техніку і бійців.
Миттєва реакція НКВС і військової контррозвідки дає свої результати. Стає відомо, що в прифронтовий район через лісову болотисту місцевість перекинута група підлітків-диверсантів з німецького диверсійного табору, створеного фашистами на окупованій території. Табір створений на базі колишнього дитячого будинку для дітей «ворогів народу», який не встиг евакуюватися. Фашисти вважали, що знедолених, позбавлених батьків дітей та ще й з таким клеймом легко можна перетворити на сліпе знаряддя для звершення різних диверсій...

## У ролях
- Катерина Реднікова
- Владислав Вьюжанін
- Алеся Карань
- Віктор Німець
- Денис Нікітік
- Андрій Добровольський
- Євген Бахар
- Сергій Власов
- Дмитро Пустильник
- Ігор Васильєв
- Дмитро Семенов
- Філіп Панков
- Микита Самодралов
- Андрій Кізін
- Володимир Свірський
- Юрій Шеланков
- Максим Кречетов
- Кирило Новицький
- Михайло Есьман
- Оксана Лісова
- Денис Тарасенко
- Олексій Колокольцев
- Тетяна Ружавская

## Творча група
- Сценарій: Алла Криницина
- Режисер: Алла Криницина, Федір Попов
- Оператор: Олександр Абадовський
- Композитор: Віктор Копитько